# Братунац
Братунац је насељено мјесто и сједиште истоимене општине у источном дијелу Републике Српске, БиХ. На попису становништва 2013. године, Братунац је према подацима Републичког завода за статистику Републике Српске имао 7.530 становника, а према подацима Агенције за статистику Босне и Херцеговине 7.858 становника.

## Географија
Обухвата подручје од 855 хектара. Сам град лежи на почетку простране долине, окружен ријеком Дрином и зеленим брдима са великим шумским пространством, а налази се у сјевероисточној Републици Српској. Надморска висина Братунца је 189 м.
Географски називи на на подручју општине Братунац су већином прасловенског и словенског поријекла. Међутим, велики број њих је претрпио промјене у фиксалнофонетске природе. Географски називи у Братунцу настају према презименима породица, припадношћу етничким групама, ријечним токовима, биљкама и животињама, према насељима. Многи географски називи имају подлогу у народним предањима о томе како су настала а што се подудара у језичким објашњавањем појмова и већини случајева са историјским и физичко-географским чињеницама
Највећи водоток на подручју општине Братунац је ријека Дрина. Други релативно већи токови на подручју општине Братунац су: Дрињача, Крижевица, Глоговска (Глоговачка) ријека. Мањи ријечни токови на подручју општине Братунац су: Јагодња, Побрђска ријека, Жутица, Слапашка ријека, Млечванска ријека, Кравица или Кравичка ријека, Сашка ријека, Оправдића ријека, Лозничка ријека, Ломанац, Грабовичка ријека, Бљечевска ријека .
У геоморфолошком погледу рељеф општине Братунац формиран је у квартару (Q) и неоген-квартару (НQ). Рељеф општине Братунац можемо подијелити на равничарки дио, углавном уз ријеку Дрину, који захвата око 30% површине општине са просјечном надморском висином од 174 м и брдско-планински предио који захвата унутрашњи дио општине са надморским висинама од 300 до 1098 м. Цијелом дужином тока ријеке Дрине у овој општини формиран је флувијални (ријечни) рељеф. Углавном је то ерозиони флувијални рељеф са изузетком подручја звано Аде, које се налази сјеверно од градског центра.
У непосредној близини ријеке Дрине формирана су мања поља и то: Красан поље, Раковачко поље, Побрђанско поље, Вољавичко поље, Залушко поље, Тегарско поље, Жањевачко поље и Бољевачко поље.
На брдско-планинском дијелу ове општине, са већим надморским висинама, истичу се врх Јаворак (1098 м), затим Бијели камен (808 м) који се налази у близини насеља Горњи Жлијебац, Орлова буква (932), брдо Чауш (773 м), врх Јасеник (744 м) и др.
Рељефни облици у општини Братунац: Бабино брдо, Дебело брдо, Дрењак, Чауш, Градац брдо, Јаворак, Мратињско брдо, Оћеновско брдо, Орлова буква, Стражевац.

## Историја
Подручје општине Братунац било је насељено још у праисторије о чему свједоче праисторијске некрополе са хумкама. На простору Братунца постоји више од 1000 стећака на разним локалитетима. Поред праисторијских некропола са хумкама, нарочито су овдје чести споменици из римског доба. Мноштво нађених фрагмената римске декоративне архитектуре упућује на претпоставку да се на простору данашњег Братунца налазио неки римски храм или други јавни објекат, те да је ово насеље улазило у састав рударског подручја Аргентарие. На локалитету Градови, у Вољавици нађени су и сачувани темељи дијелова римске грађевине. Овдје се претпоставља да је ријеч о остатку римског војног логора из 1. вијека.
Такође, 1968. године на подручју Коњевић поља откривена је римска гробница са два дијела која припада почетку 3. вијека, а садржавала је веома богате налазе.
Ово подручје се по први пут спомиње под називом Братунац 1381. године у документу у којем се наводи да је преко средњовјековног насеља Црнче код Дрине водио пут из Србије у Босну (лат. Cerca pireglo de Bratunac), а затим као село 1391. године На мјесту гдје је данашњи Братунац, у средњем вијеку је била царинарница, која је забиљежена и у старим списима из 1333. године. У исто ово вријеме спомиње се црква-манастир св. Марије. То је била и црква насеобине трговаца Дубровчана, који су били католици у Подрињу. Они су имали неколико својих насеља на простору општине Братунац. Свештена лица ове цркве су чинили посебну Братовштину по чему је вјероватно дато име насељу Братунцу. На тај начин настао је име Братунац. Постоји још неколико теорија о настанку имена Братунац. Наиме, према причи старијих становника општине Братунац, име Братунац је настао тако што је неки бег, који је био најзначајнији у то вријеме на том простору звао свог сестрића: „Ходи амо, дајџи мој братунац…", (син од сестре-братанац-братунац). Према једној верзији Братунац је добио име по келтском насељу Братано, чији су остаци пронађени на локалитету Михајљевићи надомак Братунца.
Братунац као засебно насеље је старо нешто мање од 150 година. Простор Братунца, односно града Братунца заснован је 1898. године када је на овом подручју било само пет кућа са тридесетак становника. Међу првим становницима насеља Братунац био је Вук Живановић, свјештеник Србољуб Блажић, Васо Поповић и др. У овом раздобљу такође је постојао бегов хан, бегов чардак, и стара џамија те је као ханџија радио Бахрија Јелкић. На простору гдје је сада смјештена банка је био „Бегов чардак“, а поред њега је била и прва образовна установа, основна школа. То је била основна школа која је тада припадала селу Суха, направљена 1888. године. Као први учитељ у њој спомиње се учитељ с презименом Лазић.
У овом периоду Братунац није био ни политичка ни катастарска општина, него је био само заселак села Суха, а катастарски је припадао још селима Реповац и Подчауш. Почетак организованог откупа дувана у Братунцу 1886. године означава почетак економског развоја, чему је допринијела и изградња објекта за откуп и сезонску пријераду дувана 1911. године.
Изградња моста на ријеци Дрини 1926. године од капиталног је значаја као наговјештај нове епохе за град Братунац и његову околину.
Тек 1927. године, 30. септембра, Братунац добија статус општине и бива уврштен у списак мјеста која треба прогласити за варошице. Сакрални објекти на подручју општине припадају новијој историји и то су, углавном, вјерски објекти православне и исламске вјерске заједнице. Данас се дан општине слави 25. септембра, иако то није дан оснивања општине.
У центру града, окружен парком, налази се споменик жртвама народноослободилачког рата 1941—1945, подигнут 1978. године.
Аутентични одломци из старих списа, Зорничког санџака од 1519—1533: Братунац се спомиње се у две нахије, која је права не може се са сигурношћу знати.
Нахија Будимир 1519, 1533, 1548, село Братина, Вјероватно се односи на Братунац, јер ниједно друго село под тима називом (Братунац) није забиљежено у 16 вијеку у оквиру Нахије Будимир
Нахија Сребреница Братова (Братово) такође се можда односи на данашњи Братунац: „1548. године забиљежена је једна баштина која је била у посједу попова из цркве Св. Марије из Сребренице“.

## Распад Југославије
За вријеме распада Југославије и рата у БиХ у Братунцу и околини је побијено много Срба од стране муслиманских снага. Међу бројним злочинима истичу се они почињени у селима Кравица, Бјеловац, Сикирић, Залазје, Јежештица, Шиљковићи, Факовићи итд. Том приликом измасакриран је велики број ненаоружаних српских цивила, а злочин су починили сребренички Муслимани, дугогодишње комшије истих тих побијених Срба, под вођством Насера Орића. На територији општине Братунац за вријеме рата у периоду од 1992. до 1995. укупно је погинуло 3.624 особе српске националности.

## Култура
У Братунцу се у организацији општине одржава Међународни сајам пољопривреде, прехрамбене индустрије и туризма „Дани малине”. Десети по реду сајам „Дани малине” одржан је у љето 2015.
Народна библиотека Братунац је јавна и централна библиотека општине.

## Привреда
Стагнација привредног развоја општине Братунац шездесетих и седамдесетих година 20. вијека посљедица је првенствено државног дугорочног економског плана, према којем је била предвиђена изградња хидроелектране Велика Дубравица на ријеци Дрини, а при реализацији пројекта изградње акумулације дошло би до потапања плодног, равничарског дијела општине, великог броја насеља па и самог градског језгра Братунца. Дугогодишњи изостанак улагања у развој општине проузроковао је изразиту привредну неразвијеност. Иако је 1970. године дошло до одустајања од наведеног пројекта и подигнута рампа за инвестициона улагања, дугогодишње заостајање у развоју није било могуће ублажити ни најефикаснијим мјерама економске политике.
Период економског развоја од 1970. године до избијања ратних сукоба, био је веома кратак да би се остварила значајнија привредна основа и повећао обим инвестиција. У 1991. години у братуначкој општини пословало је 13 предузећа (у области индустрије, трговине, угоститељства, транспорта и пољопривреде), у којима је било запослено 2.719 радника. С обзиром да су, према Закону о приватизацији државног капитала у предузећима, резултати пословања и стање имовине привредних субјеката из 1998. године, постали јединствена основа за израду 9 програма приватизације државног капитала у предузећима, за реализацију процеса приватизације државног капитала припремљено је 15 братуначких предузећа, од којих су сви извршили власничку трансформацију, као и Ветеринарска станица „Братунац“.
Након извршене својинске трансформације у већини братуначких предузећа, сходно одредбама Закона о јавним предузећима, већина привредних субјеката извршила је пререгистровање у нови облик организовања-акционарско друштво и конституисање нове управљачке структуре.
На почетку реализације пројекта приватизације, односно 2001. године, у 15 братуначких предузећа било је запослено 965 радника. Међутим, у очекивању продаје државног капитала, доласка новог власника и оживљавања производње, привредне активности у предузећима су се постепено гасиле, тако да је у 2006. години у цјелокупној братуначкој привреди радило око 350 радника. Иако је Дирекција за приватизацију у Републици Српској одобрила програме приватизације државног капитала братуначких предузећа, усљед обустављене производње, дуготрајне неликвидности, као и усљед великих дуговања према повјериоцима и неизмирених обавеза према радницима, над девет братуначких предузећа отворен је стечајни поступак (АД „Вихор“, АД „Градац“, АД „Далеководинжењеринг“, АД „Унионинвест“, АД „Инграп-Јавор“, АД „Украсна керамика“, АД „Дрина“, АД „Подриње“ и АД „Градина“) и именован стечајни управник, у циљу измиривања обавеза из стечајне масе и оживљавања дијела производње, који има развојне претпоставке.
Резултати приватизације државног капитала братуначких предузећа, припремљених за готовинске продаје, веома су скромни са становишта броја приватизованих предузећа. Будући да је организован велики број лицитација у циљу њихове успјешне продаје, незаинтересованост потенцијалних купаца и висок ниво дуговања предузећа основни су разлози бројним неуспјелим лицитацијама. Од укупно 18 братуначких предузећа, чији је државни капитал понуђен на продају, до 2006. године је приватизовано само шест предузећа или 33%, а и приватизована предузећа не показују било какве економске помаке.
Заједничке карактеристике братуначке привреде су: неликвидност, одсуство инвестиција, пропадање имовине, обустављање производње, енормна дуговања, незапосленост радника и отварање поступка стечаја, који више наговјештава ликвидацију предузећа, него оживљавање производње кроз стечајни план.
Самостално привређивање на подручју општине се одвија у оквиру 69 приватних предузећа и 177 предузетничких радњи. Доминантно је учешће трговине: од 69 приватних предузећа 42 су трговинска, 14 грађевинска, 8 индустријска, три саобраћајна и 2 пољопривредна.
И кад су самосталне радње у питању, највише је трговинских. Слиједе занатске и угоститељске, затим приватни превозници у путничком и теретном саобраћају. Најмање је услужних самосталних радњи, свега четири.

## Спорт
Локална заједница општине Братунац главни је носилац развоја спорта и физичке културе, са акцентом на афирмацији здравствене, социјалне и васпитне вриједности физичке културе.
На подручју општине дјелују 2 фудбалска клуба са секцијама подмладака, 1 кошаркашки клуб са мушком и женском селекцијом, 2 карате клуба, 1 женски одбојкашки клуб и Школа тениса.

## Спортски клубови
- ФК Братство Братунац
- ФК „ПОЛЕТ“ Кравица,
- Карате клуб „МИЛОШ ДЕЛИЋ“,
- Карате клуб „ТИГАР“,
- Кошаркашки клуб „БРАТУНАЦ“,
- Женски одбојкашки клуб „Братунац“,
- Еко рафтинг клуб „Рајска плажа“,
- Спортско риболовно друштво „ДРИНА“.

Спортско- рекреативну инфраструктуру чине
- Спортска дворана у Братунцу,
- Градски фудбалски стадион,
- Асфалтни терени за мале спортове у оквиру:
- ОШ „Вук Караџић“,
- ОШ „Бранко Радичевић“,
- ОШ „Петар Кочић“ Кравица,
- Средњошколски центар,
- МЗ Полом,
- МЗ Осамско,
- МЗ Красанпоље,
- МЗ Слапашница,
- МЗ Бјеловац,
- МЗ Факовићи,
- МЗ Коњевић Поље.

Изграђени спортски терени у МЗ и школама углавном су погодни за фудбал, рукомет и кошарку, док не постоје тениски терени и терени за атлетику. Изградњом ових терена би се омогућио богатији избор спортских садржаја, који би свакако допринијели и већем укључивању дјевојчица у спортске активности.

## Становништво
Површина општине Братунац износи 293 km² што покрива 0,57% од укупне територије Босне и Херцеговине. У пријератном периоду у општини Братунац било је 13 мјесних заједница, 50 насеља, 7919 домаћинства, са природним прираштајем од 12,7%, те густином насељености од 114 становника по km², а по попису из 1991. године било је 33.575 становника. У периоду од 1991 до 2011. године, демографска слика општине Братунац у потпуности је измјењена, тако да данас у братуначкој општини живи око 18.700 становника. 11.900 су лица српске националности (63,8%), а 6.600 су Бошњаци (35,3%).
У укупном становништву значајан дио (14,3%) чине избјегли и расељени из других крајева Федерације БиХ. Након потписивања Дејтонског споразума када су Хаџићи припали Федерацији БиХ, цјелокупно српско становништво са подручја Хаџића које је тада бројало преко 6.000 се у јануару 1996. преселио у Братунац.
|             | 2013.          | 1991.           | 1981.           | 1971.           |
| Укупно      | 7 858 (100,0%) | 7 695 (100,0%)  | 5 515 (100,0%)  | 2 716 (100,0%)  |
| Срби        | 6 997 (89,04%) | 3 037 (39,47%)  | 2 308 (41,85%)  | 1 406 (51,77%)  |
| Бошњаци     | 730 (9,290%)   | 4 311 (56,02%)1 | 2 715 (49,23%)1 | 1 210 (44,55%)1 |
| Православци | 38 (0,484%)    | –               | –               | –               |
| Хрвати      | 27 (0,344%)    | 32 (0,416%)     | 31 (0,562%)     | 32 (1,178%)     |
| Неизјашњени | 23 (0,293%)    | –               | –               | –               |
| Остали      | 16 (0,204%)    | 156 (2,027%)    | 26 (0,471%)     | 32 (1,178%)     |
| Црногорци   | 11 (0,140%)    | –               | 15 (0,272%)     | 12 (0,442%)     |
| Непознато   | 8 (0,102%)     | –               | –               | –               |
| Југословени | 5 (0,064%)     | 159 (2,066%)    | 312 (5,657%)    | 1 (0,037%)      |
| Муслимани   | 2 (0,025%)     | –               | –               | –               |
| Македонци   | 1 (0,013%)     | –               | 3 (0,054%)      | 2 (0,074%)      |
| Роми        | –              | –               | 87 (1,578%)     | 9 (0,331%)      |
| Албанци     | –              | –               | 18 (0,326%)     | 11 (0,405%)     |
| Мађари      | –              | –               | –               | 1 (0,037%)      |

1. 1 На пописима од 1971. до 1991. Бошњаци су пописивани углавном као Муслимани.

|  |

| Демографија | Демографија | Демографија |
| Година      | Становника  | Становника  |
| ----------- | ----------- | ----------- |
| 1948.       | 592         |             |
| 1953.       | 830         |             |
| 1961.       | 1.410       |             |
| 1971.       | 2.716       |             |
| 1981.       | 5.515       |             |
| 1991.       | 7.695       |             |

## Познате личности
- Влајко Беговић, учесник шпанског грађанског рата и Француског покрета отпора.
- Велизар Благојевић, пензионисани пуковник Војске Републике Српске.
- Видоје Благојевић, пензионисани пуковник Војске Републике Српске.
- Неџад Верлашевић, бивши фудбалер, играч Слободе и Жеље.
- Славољуб Врањешевић, мајор Југословенске краљевске војске и командант Западне Босне при ЈВуО у Другом свјетском рату.
- Јездимир Дангић, правник, жандармеријски официр и начелник команде Источне Босне и Херцеговине при ЈВуО.
- Мирослав Дероњић, ратни предсједник општинског одбора СДС Братунац и кризног штаба општине Братунац.
- Перо Ђукановић, један од вођа српског устанка на подручју Братунца, Сребренице, Зворника и Власенице током Другог свјетског рата.
- Никола Мићић, први начелник општине Братунац.
- Драго Николић, потпоручник Војске Републике Српске.
- Момир Николић, официр Војске Републике Српске.
- Винко Перић, предузетник, предсједник компаније Виком, предсједник предсједништва Српске напредне странке Републике Српске.
- Лазар Продановић, политичар, члан СНСД и љекар.
- Будимир Соколовић, српски светац свештеномученик, протојереј Српске православне цркве и вјерски референт Врховне команде ЈВуО.
- Мирослав Стевић, фудбалер Борусије из Дортмунда, Минхен 1860, Партизана, Рада, Братства и репрезентативац СР Југославије.
- Митхат Хаћам, учесник Народноослободилачке борбе и народни херој Југославије.
- Драгана Станковић, српска кошаркашица, освајачица бронзане олимпијске медаље
- Бориша Симанић, српски кошаркаш, светски вицешампион

## Галерија
- Гробови пострадалих Срба (1992-1995), Братунац
- Гробови пострадалих Срба (1992—1995), Братунац